# Norbert Okołowicz

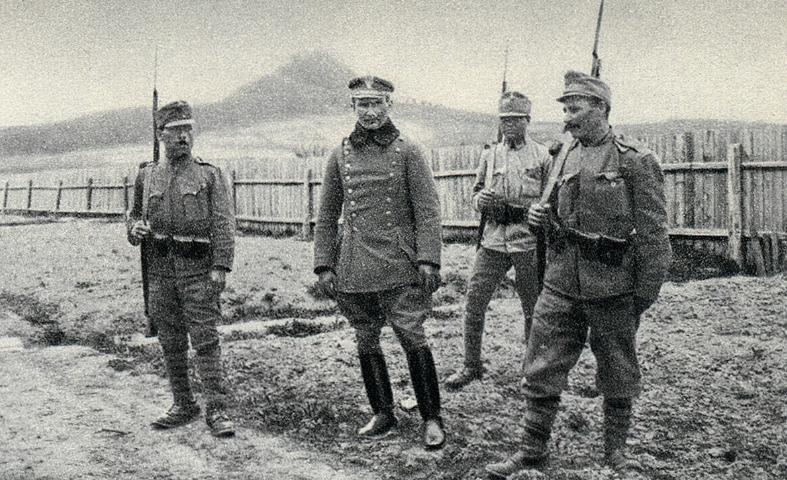
Por. Norbert Okołowicz, oskarżony w procesie w Marmaros-Sziget pod strażą. Rok 1918.

Norbert Tadeusz Okołowicz (ur. 16 października 1890 w Wołkowcach, zm. 6 listopada 1943 w Kołomyi) – polski malarz i plastyk, działacz społeczny, podpułkownik administracji Wojska Polskiego.

## Kariera wojskowa
Norbert Okołowicz urodził się 16 października 1890 roku w Wołkowcach, w rodzinie Norberta i Amelii z Nachtsheimów. W 1908 roku rozpoczął studia na Akademii Sztuk Pięknych w Krakowie. W 1913 roku ukończył studia nie zdając egzaminu końcowego. Jego nauczycielami byli Leon Wyczółkowski i Stanisław Dębicki. Należał do Związku Strzeleckiego.
8 sierpnia 1914 roku wstąpił do Legionów Polskich i został przydzielony do Żandarmerii Polowej przy cesarskiej i królewskiej Komendzie Legionów Polskich. 15 kwietnia 1915 roku został komendantem Żandarmerii Polowej przy c. i k. Komendzie II Brygady Legionów Polskich. W styczniu 1916 roku został komendantem Oddziału Żandarmerii Polowej i referentem spraw dyscyplinarno-karnych w c. i k. Komendzie Grupy Polskich Legionów. 1 lutego 1917 roku został komendantem Żandarmerii Polowej i referentem żandarmerii w Komendzie Legionów Polskich, a następnie dowódcą Żandarmerii Polowej Wojsk Polskich z siedzibą w Warszawie. W kwietniu 1917 roku był współorganizatorem Wyższego Kursu Szkoły Żandarmerii, gdzie starsi podoficerowie byli przygotowywani do pełnienia funkcji oficerskich w organizowanym Polskim Korpusie Posiłkowym. Od lipca do października 1917 kierował także drużyną sportową Legionów, która dała początek przyszłej Legii Warszawa. W czasie służby w Legionach Polskich awansował kolejno na stopień: chorążego (6 listopada 1914 roku), podporucznika (19 listopada 1914 roku) i porucznika (25 czerwca 1915 roku).
W sierpniu 1917 roku, po kryzysie przysięgowym, został komendantem Żandarmerii Polskiego Korpusu Posiłkowego. W lutym 1918 roku został aresztowany i internowany na Węgrzech, początkowo w Huszcie, a następnie w więzieniu Marmarosz-Sziget. Miał być ukarany w myśl art. 328a wojskowego kodeksu karnego. Przed wyrokiem skazującym Norberta Okołowicza i pozostałych stu dwóch legionistów na karę śmierci uratował go upadek Monarchii Austro-Węgierskiej. 
29 października 1918 roku „Szef Polskiego Sztabu Generalnego”, generał dywizji Tadeusz Rozwadowski powierzył mu dowództwo Żandarmerii Polowej. Jako rotmistrz byłego Polskiego Korpusu Posiłkowego reskryptem Rady Regencyjnej z 31 października 1918 roku został przydzielony do podległego jej Wojska Polskiego z zatwierdzeniem posiadanego stopnia. 2 listopada 1918 roku szef Sztabu Generalnego, generał dywizji Tadeusz Rozwadowski obok funkcji dowódcy Żandarmerii Polowej powierzył mu również dowództwo Szkoły Żandarmerii Polowej i kierownictwo Referatu Żandarmerii Wojsk Polskich. Będąc odpowiedzialnym za porządek i bezpieczeństwo w Warszawie, wyróżnił się podczas akcji rozbrajania żołnierzy niemieckich. 
11 września 1919 roku został przeniesiony z „etatu Żandarmerii Wojskowej na etat jazdy”. Podczas wojny polsko-bolszewickiej walczył w szeregach 1 pułku strzelców konnych jako oficer nadetatowy, za zasługi w boju czterokrotnie otrzymywał Krzyż Walecznych. Będąc w Rezerwie armii 9 listopada 1920 roku został zatwierdzony w stopniu podpułkownika z dniem 1 kwietnia 1920 roku, w żandarmerii, w grupie oficerów byłych Legionów Polskich.
1 czerwca 1921 roku pełnił służbę w Oddziale II Informacyjnym Sztabu Ministerstwa Spraw Wojskowych w Warszawie, a jego oddziałem macierzystym był 1 Pułk Strzelców Konnych. 3 maja 1922 roku został zweryfikowany w stopniu podpułkownika ze starszeństwem z dniem 1 czerwca 1919 roku i 73. lokatą w korpusie oficerów jazdy. W 1923 roku pełnił służbę w Oddziale Kontroli Administracyjnej Wojskowej Kontroli Gospodarczej na stanowisku szefa wydziału, pozostając oficerem nadetatowym 1 pułku strzelców konnych w Garwolinie. W 1924 roku był szefem Wydziału Ogólnego Wojskowej Kontroli Gospodarczej.
W latach 20. był członkiem władz Wojskowego Klubu Samochodowego i Motocyklowego. Pięć lat później pełnił służbę w Wojskowym Instytucie Geograficznym w Warszawie będąc przeniesionym z korpusu oficerów kawalerii do korpusu oficerów administracji, dział kontroli administracyjnej. 3 sierpnia 1931 roku, w związku ze zniesieniem podziału korpusu oficerów administracji na działy, został przeniesiony do grupy oficerów kancelaryjnych. Od lutego 1925 do grudnia 1926 był równocześnie prezesem warszawskiego Wojskowego Klubu Sportowego Legia. 23 grudnia 1931 roku został zwolniony z zajmowanego stanowiska w WIG i przeniesiony do dyspozycji dowódcy Okręgu Korpusu Nr I w Warszawie. Z dniem 31 maja 1932 roku został przeniesiony w stan spoczynku.

## Ezoteryka
Od 1918 datuje się duże zainteresowanie Norberta Okołowicza metapsychiką i spirytyzmem, był jednym z najbardziej aktywnych organizatorów seansów spirytystycznych. Od 1918 do 1925 organizował seanse z udziałem Franka Kluskiego, z każdego seansu gromadził materiały dowodowe i fotografie. W 1926 opublikował „Zbiór dokumentów i materiałów dowodowych z 96-ciu fotografjami i szkicami zjaw, foremek i odlewów zmaterialjzowanych części ciała oraz 23 planami, wykresami i tabelami”. Ponadto od 1924 współredagował pismo „Zagadnienia Metapsychiczne”, w którym zamieszczał swoje artykuły i felietony.

## Działalność społeczna i etnograficzna
Od 1913 był członkiem Warsztatów Krakowskich, które działało przy krakowskim Muzeum Techniczno-Przemysłowym. Po 1921 powrócił do Warsztatów. Norbert Okołowicz należał do grupy, która postanowiła wskrzesić dawne techniki farbiarskie. Dzięki terenowym badaniom etnograficznym udało im się odzyskać około stu metod farbowania. Ponadto pracował nad metodami zdobnictwa batikowego, swoje doświadczenia zawarł w podręczniku „O farbowaniu batiku, czyli tkaniny woskiem pisanej”, który został wydany w 1925. W tym samym roku Okołowicz otrzymał srebrny medal na paryskiej Międzynarodowej Wystawie Sztuk Dekoracyjnych i Nowoczesnego Przemysłu za swoje batiki.
Od lat 20. rodzina Okołowiczów bywała w Riczce na Huculszczyźnie, Norbert Okołowicz poznał te okolice podczas plenerów w czasach studiów. Początkowo wynajmował pensjonat, a następnie zakupił ziemię i wybudował własny dom, który stylem nawiązywał do budownictwa huculskiego. Po przejściu do rezerwy przeniósł się do Riczki na stałe, wraz z żoną prowadził tam pensjonat. Miał również możliwość powrotu do malarstwa, w tym okresie stworzył nieliczne pejzaże i sceny rodzajowe. Zaangażował się w propagowanie dawnej sztuki huculskiej, zamawiał i sprzedawał wyroby wytwarzane według oryginalnych technik stosowanych przez twórców ludowych w tym regionie. Dzięki takiej taktyce wielu twórców powróciło do dawnych sposobów snycerki, obróbki metali. Zachęcił twórców aby powrócili do dawnych metod barwienia tkanin i tkania kilimów i był to jedyny zakres w którym współpracował z Towarzystwem Przyjaciół Huculszczyzny i Towarzystwem Popierania Przemysłu Ludowego. W drugiej połowie lat 30. XX wieku Okołowicz zorganizował w pobliskim Kosowie niewielkie prywatne muzeum huculskie, jego kierownikiem został malarz Teofil Luzar. Gdy władze podjęły decyzję o budowie muzeum huculskiego w Żabiu Norbert Okołowicz postanowił zorganizować zbiórkę przedmiotów związanych ze sztuką tego regionu. W monografii dotyczącej sztuki polskiej personalnie wyróżniono Okołowicza jako wybitnego znawcę sztuki huculskiej i jego zasługi w gromadzeniu m.in. haftów i pisanek. Zmarł 6 listopada 1943 roku w Kołomyi śmiercią naturalną.